# All on Account of a Transfer
All on Account of a Transfer è un cortometraggio muto del 1913 diretto da C.J. Williams su una sceneggiatura di Henry W. Otto.

## Trama
Herr Müller deve attraversare la città con i mezzi pubblici, ma si trova in difficoltà perché non capisce l'inglese.

## Produzione
Il film fu prodotto dalla Edison Company.

## Distribuzione
Distribuito dalla General Film Company, il film - un cortometraggio di 200 metri - uscì nelle sale cinematografiche degli Stati Uniti il 26 febbraio 1913. Nelle proiezioni, veniva programmato con il sistema dello split reel, accorpato in un'unica bobina con un altro cortometraggio prodotto dalla Edison, il documentario The Newest Method of Coaling Battleships at Sea.
Copia della pellicola viene conservata negli archivi del MOMA.